# Koseze, Vodice
Koseze so naselje v Občini Vodice. 
Naselje sestavljajo manjša skupina hiš, ležijo pa južno od gozdnatega Koseškega hriba (467 m), ob cesti ki povezuje Vodice in Mengeš. Od tu se odcepijo ceste proti Selu in Šinkovemu Turnu. 
Jedro naselja se nahaja zahodno od osamelca Gorica (372 m). Južno od vasi teče potok Graben, ki je zajezen. Za tem jezom je manjši ribnik imenovan Koseški bajer. 
V vasi se nahaja tudi gasilski dom. Koseze so bile za samostojno naselje razglašene leta 1955 iz dela Šinkovega Turna. Zaradi tega se gasilsko društvo, ustanovljeno 1925, imenuje PGD Šinkov Turn.